# 500天计划
500天计划（俄語：программа "500 дней"）是1990年由苏联经济学家格里高利·亚夫林斯基提出，由苏联领导人戈尔巴乔夫顾问斯坦尼斯拉夫·沙塔林进一步制定的克服经济危机并向市场经济过渡的计划。

## 歷史
該計畫由格里高利·亞夫林斯基提出並由斯坦尼斯拉夫·沙塔林所領導的工作小組所進一步發展，戈尔巴乔夫向沙塔林保證他會貫徹對蘇聯經濟的徹底改革。
隨後，工作小組於1990年8月發布了400頁的報告《向市場轉移：概念與排程》（俄語：«Переход к рынку концепция и программа»）。報告基於早期由亞夫林斯基所準備的400天計劃，而該計劃因計劃於500天內建立而所為人知。報告呼籲建立競爭性經濟、大規模私有化、價格由市場決定、與世界經濟系統相整合、將大量權力從聯邦政府向共和國轉移以及其他許多激進的改革。
500天計劃立即得到了葉利欽的全力支持與戈巴契夫持保留懷疑態度的支持。隨後不久，部長會議主席尼古拉·雷日科夫公開否定了計劃。
蘇聯最高蘇維埃延遲了計劃的通過，並在最終接受了名為「穩定經濟與向市場經濟轉移的基本方針」的更為溫和經濟改革計劃。新的計劃包含有500天計劃的許多措施，但顯著缺乏時間表並且沒有劃分聯盟與共和國之間的經濟權力。